# 里弗蘭 (明尼蘇達州)
里弗蘭（英語：Riverland）是位於美國明尼蘇達州馬諾門縣馬什克里克鎮區及彭比納鎮區的一個普查規定居民點。

## 人口
根據2020年美國人口普查的數據，里弗蘭的面積為0.56平方千米，皆為陸地。當地共有人口293人，而人口密度為每平方千米523.21人。